# NGC 5612
NGC 5612 ist eine 12,2 mag helle Spiralgalaxie vom Hubble-Typ Sab im Sternbild Paradiesvogel und etwa 113 Millionen Lichtjahre von der Milchstraße entfernt.
Sie wurde am 23. Mai 1835 von John Herschel mit einem 18-Zoll-Spiegelteleskop entdeckt, der dabei „very faint, elongated, gradually brighter in the middle; with a feeble appearance of stars, but I have hardly a doubt of its being a nebula“ notierte.